# 查克明
查克明（1939年—），男，江苏无锡人，中华人民共和国政治人物，曾任中华人民共和国电力工业部副部长，华能公司副董事长。后因受贿罪被判处有期徒刑12年。